# April Pearsonová
April Janet Pearsonová (* 23. ledna 1989) je anglická herečka nejvíce známa pro svou roli Michelle Richardsonové v dramatickém teen seriálu od E4, Skins.

## Filmografie
| Rok             | Film      | Role                   | Poznámka               |
| --------------- | --------- | ---------------------- | ---------------------- |
| 1998            | Casualty  | neznámá                | 2 epizody              |
| 2007–2008, 2013 | Skins     | Michelle Richardsonová | série 1-2,7            |
| 2008            | Casualty  | Karen Shevlinová       | 1 epizoda              |
| 2009            | Tormented | Tasha                  | vydáno 22. května 2009 |
| 2011            | Casualty  | Grace Fitchová         | 1 epizoda              |